# Ловцов, Михаил Иванович
Ловцов Михаил Иванович (1850, Рязань — 29 ноября 1907, Харьков) — русский архитектор. Работал в русском, неовизантийском стилях, а также в стиле необарокко.

## Биография
Родился в 1850 году в Рязани. В 1873 году с отличием закончил Петербургское строительное училище.
С 1875 года работал в Харькове.
В 1882—1892 годах разработал проект и руководил реконструкцией Спасо-Преображенского собора в Сумах.
В 1889 году стал архитектором Технологического института.

## Здания
- Благовещенский собор
- Церковь Александра Невского
- Трёхсвятительская церковь
- Димитриевская церковь
- Мироносицкая церковь
- Спасо-Преображенский собор
- колокольня церкви Рождества Иоанна Предтечи на Ивановой Горе